# Паскаль Ваїруа
Паскаль Ваїруа (фр. Pascal Vahirua; народився 9 березня 1966; Папеете, Французька Полінезія) — колишній французький футболіст полінезійського походження, нападник, і футбольний тренер. Захищав кольори національної збірної Франції, у складі якої брав участь у Чемпіонаті Європи 1992 року.
З 2014 — помічник головного тренера таїтянського клубу «Тефана».

## Національна збірна Франції
Паскаль Ваїруа захищав кольори національної збірної Франції з 1993-2000 рр. Дебютував під керівництвом Мішеля Платіні у товариській зустрічі під час турніру в Кувейті проти команди господарів 21 січня 1990 року в Ель-Кувейті, французька збірна перемогла з рахунком 0-1 (переможний м'яч на рахунку захисника Лорана Блана), а Ваїруа вийшов у стартовому складі і зіграв увесь перший тайм. Останню гру у футболці Les Tricolores провів у товариській зустрічі проти команди Чилі 22 березня 1994 року в Ліоні, вийшовши на зіміну у другому таймі замість Давіда Жинола, а французька збірна переконливо перемогла з рахунком 3-1. Загалом за збірну провів 22 поєдинки в яких відзначився 1-им голом.

## Досягнення
- «Осер»
  - Куп де Франс (1): 1993-1994
  - Куп Гамбарделла (1): 1984-1985
  - Ліга 2 (1): 1995-1996

## Статистика
Дані станом на 26 березня 2009 р.
| Сезон   | Клуб        | Країна  | Ліга         | Матчі | Хвилини | Голи | Передачі |   |   |
| ------- | ----------- | ------- | ------------ | ----- | ------- | ---- | -------- | - | - |
| 1984–85 | «Осер»      | Франція | Ліга 1       | 1     | -       | 0    | -        | - | - |
| 1985–86 | «Осер»      | Франція | Ліга 1       | 4     | -       | 0    | -        | - | - |
| 1986–87 | «Осер»      | Франція | Ліга 1       | 26    | -       | 8    | -        | - | - |
| 1987–88 | «Осер»      | Франція | Ліга 1       | 35    | -       | 9    | -        | - | - |
| 1988–89 | «Осер»      | Франція | Ліга 1       | 34    | -       | 6    | -        | - | - |
| 1989–90 | «Осер»      | Франція | Ліга 1       | 29    | -       | 4    | -        | - | - |
| 1990–91 | «Осер»      | Франція | Ліга 1       | 37    | -       | 6    | -        | - | - |
| 1991–92 | «Осер»      | Франція | Ліга 1       | 35    | -       | 2    | -        | - | - |
| 1992–93 | «Осер»      | Франція | Ліга 1       | 32    | -       | 5    | -        | - | - |
| 1993–94 | «Осер»      | Франція | Ліга 1       | 34    | -       | 10   | -        | - | - |
| 1994–95 | «Осер»      | Франція | Ліга 1       | 20    | -       | 1    | -        | - | - |
| 1995–96 | «Кан»       | Франція | Ліга 2       | 40    | -       | 2    | -        | - | - |
| 1996–97 | «Кан»       | Франція | Ліга 1       | 25    | -       | 1    | -        | - | - |
| 1997–98 | «Кан»       | Франція | Ліга 2       | 9     | -       | 1    | -        | - | - |
| 1998–99 | «Кан»       | Франція | Ліга 2       | 0     | -       | 0    | -        | - | - |
| 1999–00 | «Атромітос» | Греція  | Альфа Етнікі | ?     | -       | ?    | -        | - | - |
| 2000–01 | «Атромітос» | Греція  | Альфа Етнікі | ?     | -       | ?    | -        | - | - |
| 2001–02 | «Тур»       | Франція | ЧФА          | 11    | -       | 1    | -        | - | - |